# Stammnetz

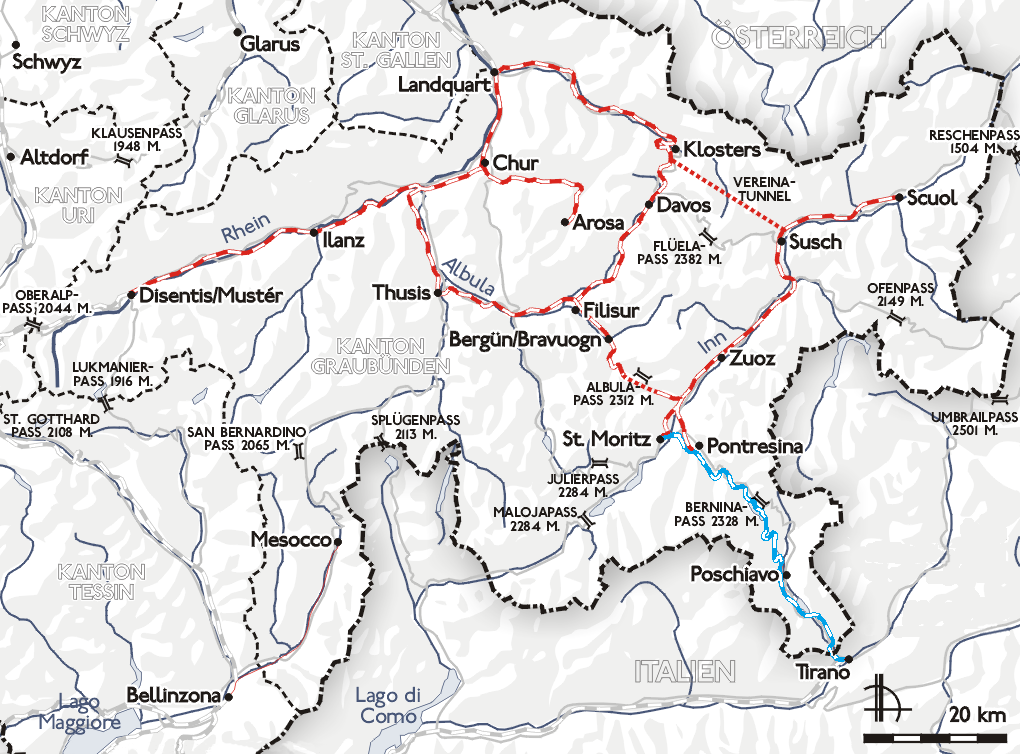
Heutiges Schienennetz der RhB: Stammnetz rot, Berninalinie blau

Als Stammnetz bezeichnet die Rhätische Bahn (RhB) im Schweizer Kanton Graubünden den Teil ihres Schienennetzes, der mit 11'000 Volt Einphasenwechselstrom 16,7 Hertz betrieben wird.

## Geschichte
Der grösste Teil des Stammnetzes entstand in der Zeit von 1889 bis 1913. Die Engadinerlinie wird seit Betriebseröffnung im Jahr 1913 elektrisch betrieben, der Rest des Stammnetzes wurde von 1919 bis 1922 elektrifiziert. 1999 wurde das Stammnetz mit der Vereinalinie erweitert.
Als 1942 die Chur–Arosa-Bahn und die Bellinzona–Mesocco-Bahn sowie ein Jahr später die Berninabahn in die RhB integriert wurden, bekam deren Streckennetz zusätzlich drei verschiedene Gleichstromsysteme. Dabei kamen oder kommen folgende Spannungen zum Einsatz:
- Chur–Arosa-Bahn: ursprünglich 2200 Volt, später 2400 Volt
- Bellinzona–Mesocco-Bahn: 1500 Volt
- Berninabahn: 1908–1935 750 Volt, seither 1000 Volt

Bereits 1945/46 prüfte die RhB den Umbau der Arosabahn auf 11'000 Volt Einphasenwechselstrom, verblieb aber wegen der damals ungenügenden Leistungsfähigkeit des Bahnstromnetzes im Raum Chur beim Gleichstrombetrieb. 1997 wurde dann die Strecke nach Arosa auf Wechselstrombetrieb umgestellt und kam damit zum Stammnetz. Auf der vom Stammnetz isolierten Strecke Bellinzona–Mesocco stellte die RhB Ende 2003 ihren Betrieb ein. Somit ist die Berninastrecke die letzte nicht zum Stammnetz gehörende RhB-Linie.

## Übergang auf Gleichstromstrecken

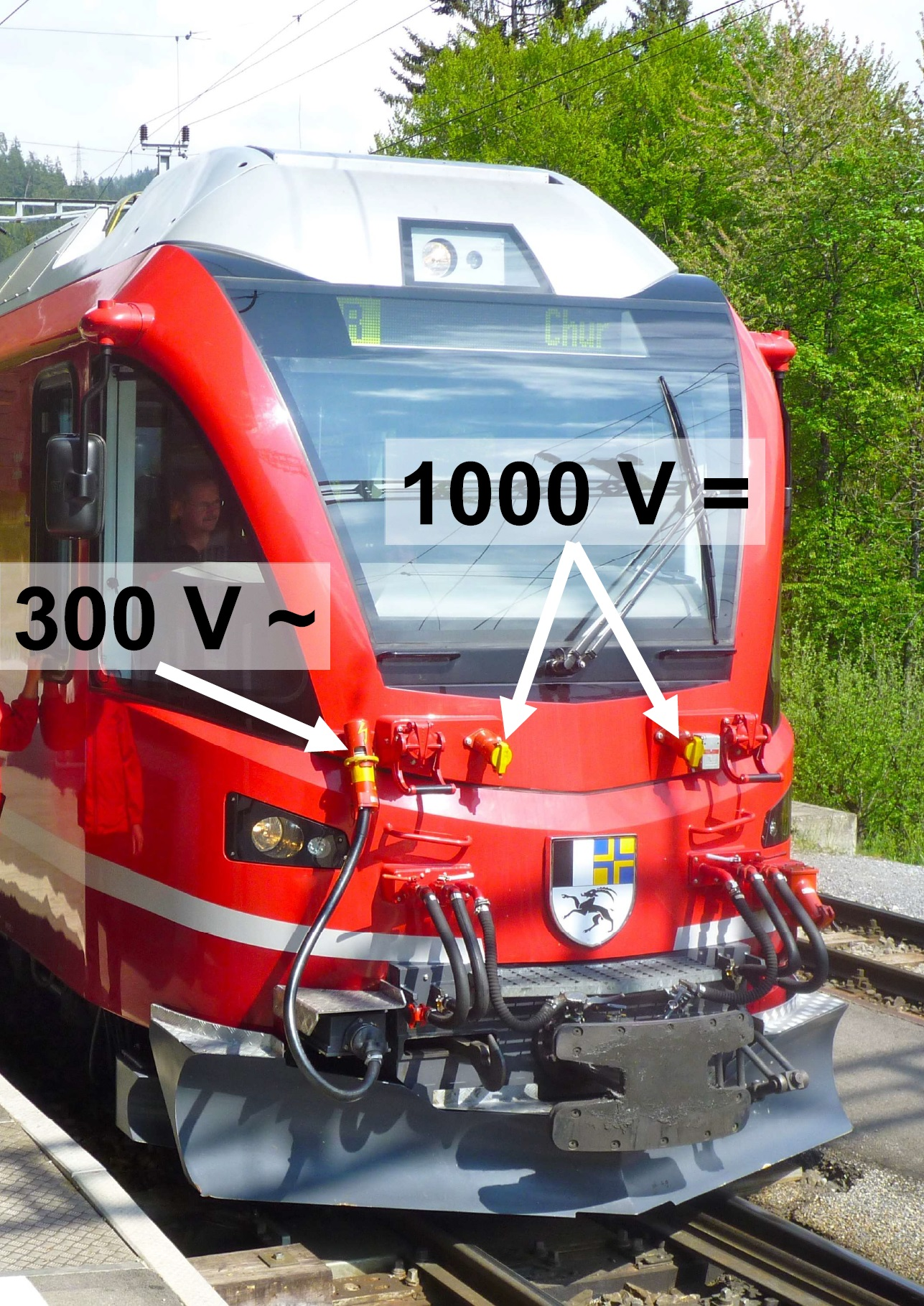
Stirnfront eines ABe 8/12 mit Heizleitungen für das Stammnetz (300 V) und die Berninastrecke (1000 V)

Die verschiedenen Stromsysteme erschweren oder verunmöglichen der Rhätischen Bahn den freizügigen Einsatz ihrer Triebfahrzeuge und Reisezugwagen. Auch in anderen technischen Normen unterscheiden sich die Gleichstromstrecken vom Stammnetz. Auf der Berninastrecke ist die Wagenlänge wegen den geringeren Kurvenradien und dem kleineren Lichtraumprofil auf 16,5 Meter begrenzt. Auf der Arosalinie ist die maximale Wagenlänge der RhB von 18,5 Metern gerade noch zulässig.
Weil die Strecke Bellinzona–Mesocco mit Druckluft- statt Vakuumbremse ein abweichendes Bremssystem benutzte, waren Rollmaterialverschiebungen nur nach Umbau möglich. 1942 musste die RhB mehrere Personen- und Güterwagen vom Stammnetz auf die Misoxerstrecke verschieben.
Die starken saisonalen Verkehrsspitzen – im Sommer am Bernina, im Winter nach Arosa – bewältigt die RhB mit Stammnetz-Personenwagen. Die Heizung und heute die Klimaanlagen der übergangsfähigen Wagen müssen für unterschiedliche Heizleitungsspannungen ausgelegt sein. Auf dem Stammnetz wird die Heizleitung mit 300 Volt Wechselstrom gespiesen, auf den Gleichstromstrecken mit der Fahrleitungsspannung. Die nach Arosa einsetzbaren Wagen mussten bis zur Spannungsumstellung mit Dachruten ausgestattet sein, da die Versorgung der Heizung über eine Dachleitung erfolgte.
Mit den Allegra-Triebzügen ABe 8/12 stehen der RhB seit 2010 erstmals elektrische Triebfahrzeuge zur Verfügung, die auf dem ganzen Netz verkehren können.